# Calochilus therophilus
Calochilus therophilus är en orkidéart som beskrevs av David Lloyd Jones. Calochilus therophilus ingår i släktet Calochilus och familjen orkidéer. Inga underarter finns listade i Catalogue of Life.